# Patrizia Della Rovere

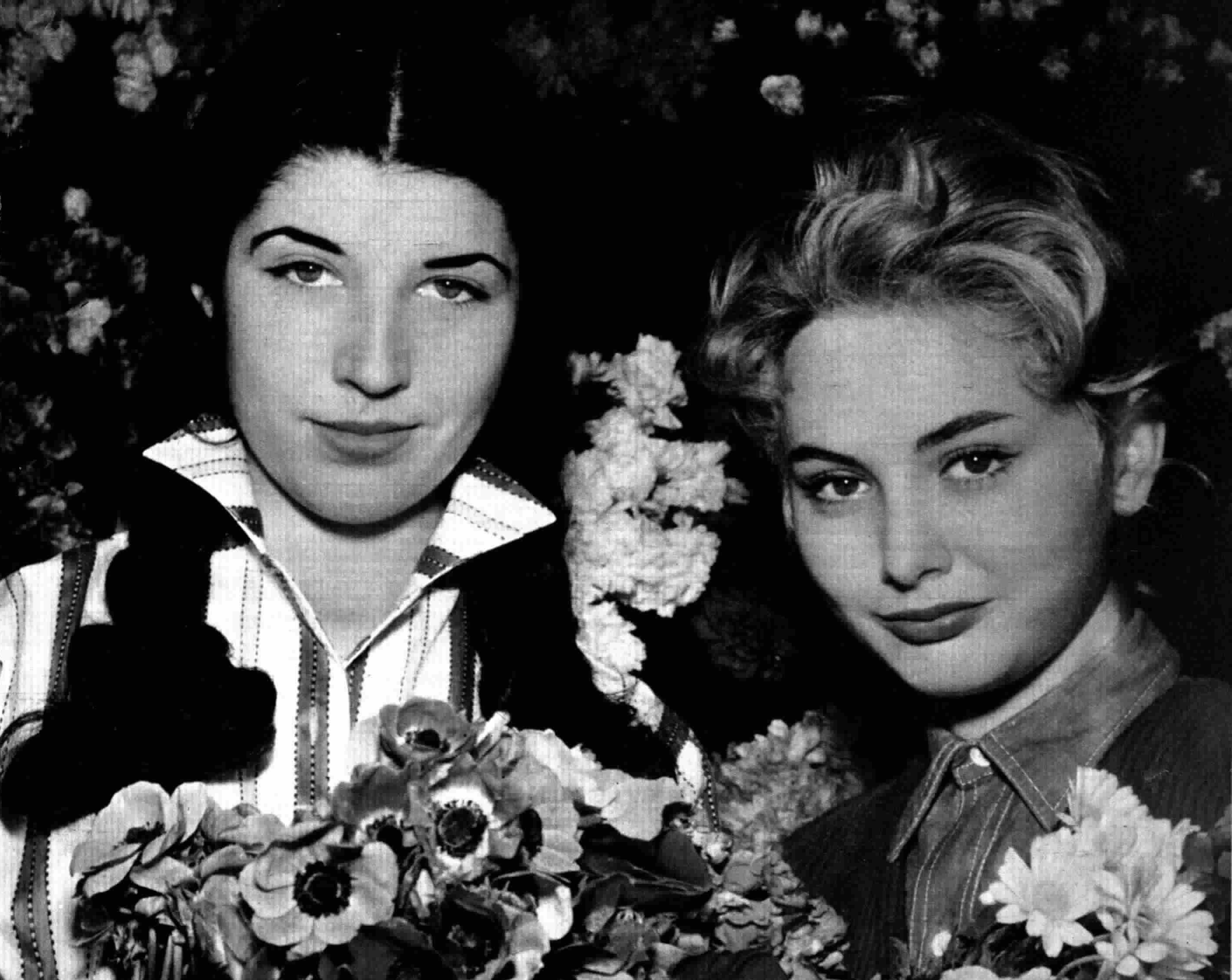
Patrizia De Blanck e Patrizia Della Rovere ai tempi del Musichiere, 1958

Patrizia Della Rovere, nome d'arte di Marisa Giglio, poi Patrizia Marisa Giglio (Gorizia, 5 luglio 1935) è un'attrice e personaggio televisivo italiana.

## Biografia
Malgrado abbia girato alcuni film, deve la sua notorietà principalmente al ruolo di valletta nel programma televisivo Il Musichiere, condotto da Mario Riva, dove fece coppia con Patrizia De Blanck e quindi con Carla Gravina.
Aveva sposato l'attore Antonio Cifariello (che morì nel 1968), dal quale ebbe un figlio, Fabio Cifariello Ciardi, adottato dal secondo marito, Francesco Ciardi.
Ha lavorato nella redazione del Maurizio Costanzo Show per 12 anni, occupandosi principalmente di temi riguardanti giustizia, politica, mafia.

## Filmografia

### Cinema
- Violenza sul lago, regia di Leonardo Cortese (1954)
- L'amante di Paride, regia di Marc Allégret ed Edgar G. Ulmer (1954)
- Bravissimo, regia di Luigi Filippo D'Amico (1955)
- Rosso e nero, regia di Domenico Paolella (1955)
- Orizzonte infuocato, regia di Roberto Bianchi Montero (1957)
- Sergente d'ispezione, regia di Roberto Savarese (1958)
- Ercole e la regina di Lidia, regia di Pietro Francisci (1959)
- Brevi amori a Palma di Majorca, regia di Giorgio Bianchi (1959)

### Televisione
- Giochi di società, episodio di Aprite: polizia!, regia di Daniele D'Anza – miniserie TV (1958)